# Casal da Fonte
Casal da Fonte é uma aldeia de Portugal, da província do Ribatejo, distrito de Santarém, concelho de Torres Novas e freguesia de Assentiz. O nome Casal da Fonte está relacionado com a associação de fonte e casal. Pensa-se que, tenha sido criada antes de 1600.[carece de fontes?] Fonte, que ainda existe mas modificada. A casa, (situada 39.577406,-8.490378 Google maps) ainda existe mas, com uma parte em ruínas.   Na fonte, nascia água suficiente durante todo o ano, para as necessidades domésticas, da época. Os habitantes desse casal viviam sobretudo da agricultura, cultivava-se cereais, figos amêndoas, azeite, legumes, etc. O casal tinha uma superfície de cultivo suficiente, para a sobrevivência dos seus habitantes. A aldeia, começou a desenvolver-se, e com a construção doutras casas e assim se foi formando a aldeia.

## Localização
Está situada ao km7 na estrada Nacional 349-3, sendo esta estrada o seu principal acesso. Ficando a 15km das cidades de Torres Novas, a 11km de Tomar a 16 km do Entroncamento, a 16km de Ourém e a 25 km de Fátima. A localidade está situada numa zona sossegada e muito bem localizada. Esta nacional liga a cidades de Torres Novas e Tomar.

## Constituição
A parte sul do Casal da Fonte, tem o nome bairro Casal da Estrada a Sudoeste tem o bairro da Chousa. As ruas, são, rua da Estrada Nacional, Travessa do Canto, rua da Igreja, largo da Associação,  rua da Fonte, rua Principal,  rua da Chousa, rua Nova da Chousa  rua dos Murtinhos, largo de São José, rua da Passagem Régio, rua do Vale dos Poços e rua da Pousada. Conta com 75 fogos, alguns em ruinas.

## Geografia
Geograficamente, o arrabaldeiro são as aldeias, Pousos, Beselga de Cima, Beselga de Baixo, Moreiras Grandes, Casal das Pimenteira, Paialvo,  Assentiz, Vila do Paço, Vales de Baixo, Vales Cima, Outeiro Pequeno, Outeiro Grande,  Moreiras Pequenas e Porto da Lage.

## Património
- Igreja situada na rua da Igreja e a Travessa do Canto.
- a Capelinha do Senhor das Almas situada na rua Nova da Chousa (Estrada Municipal 538)

Da comunidade Nossa Senhora da Paz
- Casa cultural

Associação Cultura e Recreativa de Casal da Fonte
- A primeira casa
- Ruína

Antiga sede da Casa da Sociedade 
- Fonte

Era dos principais pontos de abastecimento de água da zona, nos séculos passados.

## Atrações
Ficando situado a 15km das cidades de Torres Novas, a 11km de Tomar a 16 km do Entroncamento, a 16km de Ourém e a 25 km de Fátima a localidade é uma zona sossegada e muito bem localizada por isso é muito atraente.
Esta aldeia, tem um café, (Café Glória) que é a referência da aldeia.

## História
Relatado pelos anciãos diz-se que, depois da batalha travada em 1834, em Asseiceira (Tomar), entre liberais e absolutistas. Os liberais derrotaram os absolutistas de D. Miguel e tomaram Torres Novas, Golegã e Santarém, sede da resistência miguelista. O desfecho do combate pôs fim às pretensões de D. Miguel, que se viu obrigado a procurar refúgio em Évora. Mas antes de se refugiar em Évora, para escapar à morte, ter-se-á refugiado e escondido por algum tempo numa casa em Casal da Fonte.

## População
Tem uma população idosa, de 70 habitantes, com poucos jovens abaixo dos 18 anos, sendo uma localidade com uma grande taxa de emigrantes.

## Coletividade e associação
- Associação Cultural e Recreativa de Casal da Fonte.

## Desporto
Os Águias do Casal da Fonte, equipa de futebol amador.